# Seehausen am Staffelsee
Pour les articles homonymes, voir Seehausen.
Seehausen am Staffelsee est une commune de Bavière (Allemagne), située dans l'arrondissement de Garmisch-Partenkirchen, dans le district de Haute-Bavière.